# Rzeczpospolita (journal)
Pour l’article homonyme, voir Rzeczpospolita (régime politique).
 (mars 2023).
Rzeczpospolita est un journal quotidien polonais de référence qui se définit comme « un quotidien national économique et juridique et le seul titre en Pologne à être conservateur en ce qui concerne les questions sociétales et libéral sur le plan économique ». Son supplément du week-end intitulé Plus Minus offre une palette de thèmes plus larges avec des entretiens-fleuves, des analyses de phénomènes de société ou encore des informations culturelles. Rzeczpospolita figure régulièrement en tête des classements des médias les plus influents en Pologne.

## Histoire
Rzeczpospolita est fondé en 1920 et détenu par des autorités catholiques jusqu'en 1932, année à laquelle il cesse d'être publié. Rzeczpospolita est ensuite repris par les autorités communistes en 1944, en tant que journal du Comité polonais de libération nationale (PKWN), un gouvernement pro-communiste installé à l’été 1944 à Lublin par l’Armée rouge. Il est alors dirigé par Jerzy Borejsza. 
Suspendu en 1951 à l’apogée de la répression stalinienne, Rzeczpospolita n'est réactivé qu’en 1981 juste après la loi martiale décrétée le 13 décembre 1981 par le général Jaruzelski comme “organe de gouvernement présentant au quotidien la raison d’État”.
À la faveur de la démocratisation du pays au tournant des années 1980-1990, le journal devient indépendant puis privatisé. 
Édité par la société Presspublica dont le Trésor public contrôle 49 % du capital, Rzeczpospolita ne se prive pas de critiquer les gouvernements successifs. Il s'est même fait une spécialité de révéler les scandales politiques. De 1991 à 1996, les 51 % restant appartiennent au magnat de la presse française Robert Hersant. De 1996 à 2006, le contrôle majoritaire passe au groupe norvégien Orkla, puis à la société d'investissement Mecom Group dirigée à l'époque par le magnat de la presse tabloïd britannique David Montgomery. 
Dans les années 2000, Rzeczpospolita et Gazeta Wyborcza sont deux grands quotidiens qui se partagent la plus grande partie du marché de la presse écrite polonaise. Les rédacteurs les plus populaires de Rzeczpospolita sont Bronisław Wildstein, Robert Semka et Rafał Ziemkiewicz. En janvier 2005, Bronisław Wildstein fait couler beaucoup d'encre dans l'affaire que la presse polonaise a baptisé "la liste Wildstein", en publiant une liste établie par l’ancien ministère de l’Intérieur communiste et contenant 160 000 noms des ex-agents de la police politique.

### Privatisation
Propriétaire de 49 % des parts du groupe Presspublica qui publie le quotidien Rzeczpospolita, l’État polonais exerce des pressions sur la société britannique Mecom Group propriétaire des 51 % restants pour qu’elle change le rédacteur en chef Paweł Lisicki sous la coupe duquel le journal est critique à l’égard du gouvernement de Donald Tusk et le fer de lance de l'opposition. Après avoir résisté plusieurs années, Mecom Group préfère finalement revendre ses parts en 2011. C’est l’homme d’affaires polonais Grzegorz Hajdarowicz, ami personnel de Paweł Graś, le porte-parole du gouvernement, qui, bénéficiant des bons offices et de facilités financières du gouvernement de Tusk, rachète la totalité des parts de Mecom et de l’État polonais. Le rédacteur en chef de Rzeczpospolita Lisicki est aussitôt remplacé.
Le 27 octobre 2011, le nouveau propriétaire du quotidien intervient de nouveau et limoge le rédacteur en chef Tomasz Wróblewski ainsi que le journaliste Cezary Gmyz, auteur de l'article traitant de supposées traces d'explosifs sur l'épave de l'avion présidentiel polonais qui s'était écrasé en avril 2010 à Smolensk en Russie et qui a coûté la vie au président Lech Kaczyński et à 95 autres personnes. Cet article a provoqué une tempête politique en Pologne. 
Depuis 2011, Rzeczpospolita est donc la propriété du groupe polonais Gremi Media appartenant à Grzegorz Hajdarowicz, l'actionnaire à 100% de la maison d'édition Presspublica. En janvier 2017, la maison d'édition Presspublica change de nom pour Gremi Media et est transformée en une société par actions dénommée Gremi Media SA.

### Liste des rédacteurs en chef depuis 1989
- 1989-1996 : Dariusz Fikus
- 1996-2000 : Piotr Aleksandrowicz
- 2000-2004 : Maciej Łukasiewicz
- 2004-13 septembre 2006 : Grzegorz Gauden
- 13 septembre 2006 27 octobre 2011: Paweł Lisicki
- 27 octobre 2011 - novembre 2012: Tomasz Wróblewski
- Depuis le 19 décembre 2012 - Bogusław Chrabota